# Le Retour des Incorruptibles
Le Retour des Incorruptibles (The Untouchables), est une série de 42 épisodes de 44 minutes, diffusée entre le 11 janvier 1993 et le 22 mai 1994 en syndication.
En France, la série a été diffusée à partir de 1993 sur M6 puis rediffusée sur Série Club.

## Synopsis
À la fin des années 1920 à Chicago, Eliot Ness et son unité d'élite pourchassent le crime et Al Capone en particulier.

## Distribution

### Acteurs principaux
Note : Les acteurs sont classés dans l'ordre d'apparition du générique.
- Tom Amandes (VF : Bernard Lanneau) : Eliot Ness (42 épisodes)
- John Rhys-Davies (VF : Frédéric Norbert (1re voix, saison 1) puis Henry Djanik (2e voix, saison 2)) : agent Michael Malone (28 épisodes ; 18, saison 1 et 10, saison 2)
- Paul Regina (en) (VF : Pierre Laurent) : Frank Nitti (42 épisodes)
- David James Elliott (VF : Joël Martineau (1re voix, 1 ép.) puis Renaud Marx (2e voix)) : agent Paul Robbins (42 épisodes ; 36 doublés et 6 crédités seulement)
- John Newton (VF : Patrick Laplace) : agent Tony Pagano (42 épisodes ; 31 doublés et 11 crédités seulement)
- William Forsythe (VF : Patrick Floersheim) : Al Capone (42 épisodes)
- Nancy Everhard (en) (VF : Juliette Degenne) : Catherine Ness (28 épisodes ; 20, doublés et 8 crédités seulement)
- Michael Horse (VF : Marc Alfos (1re voix, 1 ép.) puis  Joël Martineau (2e voix))  : agent George Steelman (18 épisodes)
- Hynden Walch : Mae Capone (18 épisodes)

### Acteurs récurrents
- Valentino Cimo (VF : Joël Martineau) (1re voix, 12 ép.) puis ? (2e voix) : Frankie Rio (42 épisodes)
- Brian Ruddy : Jake Niles (42 épisodes)
- Shea Farrell (VF : Vincent Violette) : agent Sean Quinlan (12 épisodes)
- John Colella : Vito Stellini (7 épisodes)
- Steve Head (VF : Michel Barbey et Philippe Ariotti (en alternance)) : l'officier de police (5 épisodes)
- Dick Sasso (VF : Michel Barbey) : Jack Guzik (4 épisodes)
- Bernard Beck : Ahern (4 épisodes)
- Jack Thibeau (VF : Mario Santini) : George Bugs Moran (4 épisodes)
- Michael Sassone (VF : Julien Thomast) : Pete (4 épisodes)

### Invités
- George Dzundza (VF : Roger Carel) : le directeur de la prison, Warden Wyandotte (3 épisodes)
- Ron Perlman (VF : Pascal Renwick) : Snake (saison 2, épisode 3)
- Kirsten Nelson (VF : Hélène Chanson) : Marguerite (saison 2, épisode 13)
- Famke Janssen (VF : Blanche Ravalec) : Cleo Payne (saison 2, épisode 16)
- Jennifer Joan Taylor, Pacte avec le diable
- Dai Parker-William, Pacte avec le diable
- Jenna Lyn Ward, Double jeu

 Source et légende : version française (VF) sur RS Doublage

## Épisodes

### Première saison (1993)
1. Le Retour des Incorruptibles, 1re partie (The Untouchables, Part 1) (*)
2. Le Retour des Incorruptibles, 2e partie (The Untouchables, Part 2) (*)
3. Premier sang (First Blood) (*)
4. Double Jeu, 1re partie (Murder Ink, Part 1)
5. Double Jeu, 2e partie (Murder Ink, Part 2)
6. Pacte avec le diable (Deal With The Devil)
7. Deux pères, 1re partie (A Tale of Two Fathers, Part 1)
8. Deux pères, 2e partie (A Tale of Two Fathers, Part 2)
9. Tendre piège (The Seduction of Eliot Ness)
10. Chinatown (Chinatown)
11. Tommy l'irlandais (Pretty Boy Tommy Irish)
12. La Vengeance de Pagano (Pagano's Folly)
13. Pris au piège (Framed)
14. Trahison (Betrayal in Black & Tan)
15. Sens unique (One way Street)
16. Passion mortelle (A Man's Home is His Castle)
17. La Guerre des whiskeys
18. Atlantic City (Atlantic City)

### Deuxième saison (1993-1994)
1. Histoire de fous (Stir Crazy)
2. Le Train (Railroaded)
3. Le Serpent (The Crucibles)
4. Le Retour de Capone (Capone's Return)
5. Cuba, 1re partie (Cuba, Part 1)
6. Cuba, 2e partie (Cuba, Part 2)
7. Solution radicale (Radical Solution) (*)
8. Le Général (The General)
9. Attaque sur New York (Attack on New York) (*)
10. Stratagéme (Mind Games)
11. Les Fourrures (The Skin Trade)
12. Le Prix du rêve (Only For You)
13. Jeux d'adulte (The Legacy)
14. Stadt (Stadt) (*)
15. Jusqu'à ce que la mort nous sépare (Til Death Do Us Part)
16. Délit mineur (The Last Gaunlet)
17. Les Liens du sang (Family Ties)
18. La Fièvre (The Fever)
19. Surveillance rapprochée (Voyeur)
20. Omerta (Omerta)
21. Apocalypse à Chicago (Apocalypse in Chicago)
22. La Terre des indiens (Bury My Heart At Starved Rock)
23. La Fin d'un caïd, 1re partie (Death and Taxes, Part 1)
24. La Fin d'un caïd, 2e partie (Death and Taxes, Part 2)

- (*) Les épisodes sont inédits en France sur le support DVD.

## Commentaires
- La série a bénéficié de gros moyens logistiques ainsi que des tournages en extérieur sur les lieux de l'action historique, notamment dans certains quartiers de Chicago. Une grande partie des producteurs ont travaillé précédemment sur les séries Deux flics à Miami comme Richard Brams ou Un flic dans la mafia pour Alfonse Ruggiero.

## DVD
- France :

La série a fait l'objet d'une sortie unique en kiosque chez les marchands de journaux à la suite de la série originale avec Robert Stack. 36 épisodes sont sortis. Les DVD étaient accompagnés de fascicules. Ils sont sortis dans l'ordre chronologique du numéro 35 au 46 de la collection (Les numéros 1 à 34 sont ceux de la série originale en noir et blanc).
Les DVD sont au ratio plein écran 1.33:1 en version française 2.0 stéréo dolby digital sans sous-titres. Aucun supplément n'est disponible. Il s'agit d'une édition Zone 2 Pal. Ils ont été édités par CBS DVD.
1. Numéro 35 : Double Jeu, 1re partie, Double Jeu, 2e partie et Pacte avec le diable
2. Numéro 36 : Deux pères, 1re partie, Deux pères 2e partie et Tendre piège
3. Numéro 37 : Chinatown, La vengeance de Pagano et Tommy l'irlandais
4. Numéro 38 : Pris au piège, Trahisons et Sens unique
5. Numéro 39 : Passion mortelle, La Guerre des whiskeys et Atlantic City
6. Numéro 40 : Histoire de fous, Le Train et Le Serpent
7. Numéro 41 : Le Retour de Capone, Cuba 1re partie et Cuba 2e partie
8. Numéro 42 : Le Général, Stratagèmes et Les Fourrures
9. Numéro 43 : Le Prix du rêve, Jeux d'adulte et Jusqu'à ce que la mort nous sépare
10. Numéro 44 : Délit mineur, Les liens du sang et La fièvre
11. Numéro 45 : Surveillance rapprochée, Omerta et Apocalypse à Chicago
12. Numéro 46 : La Terre des Indiens, La fin d'un caïd 1re partie et La fin d'un caïd 2e partie

6 épisodes sont manquants incluant le téléfilm pilote en deux parties.